# Gliederung der Kriegsmarine
Die Gliederung der Kriegsmarine beschreibt die wechselnde Führungsstruktur der deutschen Kriegsmarine, die am 1. Juni 1935 offiziell von Reichsmarine in Kriegsmarine umbenannt wurde.

## Aufbau 1930–1939

### Gliederung der Reichsmarine 1930/31
Seit dem Ersten Weltkrieg bestand das Reichswehrministerium in Berlin als oberste Reichsbehörde für die Reichswehr. Im Ministerium war die Marineleitung die oberste Kommandostelle der Reichsmarine. An ihrer Spitze stand der Chef der Marineleitung. Ihm waren unterstellt (Stand 1930/31):
- Flottenkommando geführt vom Flottenchef
  - Befehlshaber der Linienschiffe (B.d.L.)
  - Befehlshaber der Aufklärungsstreitkräfte (B.d.A.)
- Kommando der Marinestation der Ostsee
  - Küstenverteidigung der Ostsee
  - Schiffsstammdivision der Ostsee (S.D.O.)
  - Küstennachrichtenwesen der Ostsee
  - Inspektion des Bildungswesens der Marine (B.I.)
  - Inspektion des Torpedo- und Minenwesens (T.M.I.)
- Kommando der Marinestation der Nordsee
  - Küstenverteidigung der Nordsee
  - Schiffsstammdivision der Nordsee (S.D.N.)
  - Küstennachrichtenwesen der Nordsee
  - Inspektion der Marineartillerie (A.I.)
  - Marinedepotinspektion (D.I.)
- Reichsmarinewerft
- Weitere Reichsmarinedienststellen

### Veränderungen bis zum Beginn des Zweiten Weltkriegs
Bereits im Januar 1933 hatte die Reichsmarine mit Überlegungen zu einer neuen Spitzengliederung begonnen, die sowohl die Marineleitung selbst als auch die unterstellten Kommandos betraf. In den folgenden Jahren wurden verschiedene Organisationsformen der Seekriegsleitung in Manövern erprobt und angepasst. Im nachgeordneten Bereich wurde nach einer Organisationsform gesucht, die es ermöglichen sollte, die Seestreitkräfte in den verschiedenen Seegebieten zu führen und gleichzeitig die Rolle des Flottenchefs als Führer der schweren Kräfte zu berücksichtigen.
Am 1. Juni 1935 wurde die Reichswehr in Wehrmacht umbenannt. Der Reichswehrminister hieß fortan Reichskriegsminister und erhielt zugleich den Titel Oberbefehlshaber der Wehrmacht. Aus der Marineleitung wurde das Oberkommando der Marine mit dem Oberbefehlshaber der Kriegsmarine (OBdM) an der Spitze als Teil des nunmehrigen Reichskriegsministeriums. Innerhalb des Oberkommandos wurde eine Seekriegsleitung eingerichtet, deren Chef der OBdM war.
1938 begann eine größere Reorganisation im Hinblick auf den sich abzeichnenden Krieg. Nach der Auflösung des Reichskriegsministeriums ging der Oberbefehl über die Streitkräfte an Adolf Hitler als Oberstem Befehlshaber der Wehrmacht über, dem die Oberbefehlshaber der Wehrmachtteile (Heer, Luftwaffe, Kriegsmarine) unterstanden.
In der Kriegsmarine wurden 1938 das Marinegruppenkommando Ost und 1939 das Marinegruppenkommando West aufgestellt für die Ostsee bzw. die Nordsee und die jeweils angrenzende Gewässer. Diese Marinegruppenkommandos (MGK) fungierten als Bereichsbefehlshaber und operative Führungsstelle für die Sicherungsstreitkräfte in ihrem Verantwortungsbereich. Das Flottenkommando blieb selbständig, konnte jedoch für den operativen Einsatz dem Marinegruppenkommando West zugeordnet werden. Ihm waren die schweren Verbände und die Typkommandos unterstellt.
Damit bestanden zu Beginn des Zweiten Weltkriegs folgende wesentlichen Kommandobehörden der Kriegsmarine unter dem Oberkommando der Marine:
- Marinegruppenkommando Ost
  - Marinestation der Ostsee
    - Befehlshaber der Sicherung der Ostsee
- Marinegruppenkommando West
  - Marinestation der Nordsee
    - Befehlshaber der Sicherung der Nordsee
- Flottenkommando
  - Befehlshaber der Panzerschiffe
  - Befehlshaber der Aufklärungsstreitkräfte
    - Führer der Torpedoboote
    - Führer der Minensuchboote

  - Führer der U-Boote

## Zweiter Weltkrieg

### Veränderungen 1939 bis 1941
Nach den territorialen Eroberungen der ersten beiden Kriegsjahre wurde die Organisation der Kriegsmarine der veränderten Lage angepasst. Im August 1940 verlegte das Marinegruppenkommando West von Wilhelmshaven nach Paris und wurde für die französische Kanal- und Westküste verantwortlich. Gleichzeitig verlegte das MGK Ost unter Umbenennung in Marinegruppenkommando Nord von Kiel nach Wilhelmshaven und übernahm die Verantwortung für die beiden bisherigen Kommandobereiche Ost und West. Im März 1941 wurde in Sofia das Marinegruppenkommando Süd für den Bereich der Adria, der Ägäis und des Schwarzen Meeres aufgestellt. Im November 1941 entstand das Deutsche Marinekommando Italien in Rom. Es unterstand truppendienstlich der Marinestation der Nordsee, einsatzmäßig unmittelbar der Seekriegsleitung.
Im Bereich des Flottenkommandos gab es ebenfalls Veränderungen. Wegen des von Überwasseroperationen unabhängigen Einsatzes der U-Boote erhielt der im November 1939 in Befehlshaber der U-Boote umbenannte bisherige Führer der U-Boote eine relativ selbständige Stellung, indem er für den Einsatz direkt dem Oberkommando der Marine unterstellt wurde, während er disziplinar weiterhin dem Flottenkommando unterstand.
Aus dem Kommando des Führers der Torpedoboote wurde im November 1939 das Kommando des Führers der Zerstörer ausgegliedert. Der Befehlshaber der Panzerschiffe wurde im Juni 1941 in Befehlshaber der Schlachtschiffe umbenannt. Der Befehlshaber der Aufklärungsstreitkräfte wurde im August 1940 in Befehlshaber der Kreuzer umbenannt. Diese Dienststelle wurde im Oktober 1941 aufgelöst und die ihr unterstellten Kräfte direkt dem Flottenkommando zugeordnet.
Ab Februar 1941 zählten zu den Sicherungsstreitkräften auch die neu aufgestellten Sicherungs-Divisionen der Kriegsmarine (1. bis 4.), welche je nach nautischem Verantwortungsgebiet einem der Befehlshaber der Sicherung der Ostsee, der Nordsee oder West unterstellt waren. Ihre Aufgabe bestand in Küsten- und Geleitsicherung, aber auch in der Minensuche, Minenräumung und der Ausbringung von Seeminen und -felder. Zusätzlich wurden im verantworteten Seegebiet Aufklärungsoperationen durchgeführt. Um diese Aufgaben zu erfüllen, wurden den Divisionen u. a. Räumboot-, Vorposten- und Sperrbrecherflottillen zugewiesen. Anfang 1942 kam noch eine und Anfang 1943 eine weitere Sicherungs-Divisionen hinzu. Die letzten vier, der insgesamt 10 Sicherungs-Divisionen wurden im Zeitraum von Januar bis Juni 1944 aufgestellt. Als Ergänzung der 11. Sicherungs-Division wurde Anfang 1945 eine Sicherungs-Lehr-Division gebildet.
Ende 1941 war die Kriegsmarine unter dem Oberkommando der Marine wie folgt gegliedert:
- Flottenkommando
  - Befehlshaber der Schlachtschiffe
  - Befehlshaber der U-Boote
  - Führer der Torpedoboote
  - Führer der Zerstörer
- Marinegruppenkommando Nord
  - Marinestation der Ostsee
    - Befehlshaber der Sicherung der Ostsee
    - Führer der Luftstreitkräfte (General der Luftwaffe beim Oberbefehlshaber der Kriegsmarine)
    - Kommandierender Admiral Norwegen
    - Admiral Nordmeer

  - Marinestation der Nordsee
    - Befehlshaber der Sicherung der Nordsee
    - Deutsches Marinekommando Italien
      - Deutscher Seetransportchef Italien
- Marinegruppenkommando West
  - Kommandierender Admiral Frankreich
    - Befehlshaber der Sicherung Westraum
- Marinegruppenkommando Süd
  - Admiral Ägäis[A 2]
  - Admiral Schwarzes Meer[A 2]
  - Admiral Adria[A 2]

### Anpassungen bis Ende 1943
Ende Januar 1943 wurde Großadmiral Dönitz neuer Oberbefehlshabers der Kriegsmarine. Am 15. April 1943 trat eine auf ihn zugeschnittene Reorganisation in Kraft, die seinen Vorstellungen einer Führungsorganisation der Kriegsmarine entsprach. Die neue Organisation hatte außerdem der Kriegswende Rechnung zu tragen, die durch die verlorene Schlacht von Stalingrad und das Scheitern des Afrikafeldzugs gekennzeichnet war. Als Folge dieser Ereignisse begann im ersten Halbjahr 1943 das Herrschaftsgebiet Deutschlands und seiner Verbündeten zu schrumpfen. Die Kräfteverhältnisse auf allen Kriegsschauplätzen verschoben sich zugunsten der Alliierten. Daraus resultierten weitere Veränderungen in der Gliederung der Kriegsmarine. Unter anderem entfielen die Dienststellen der Admirale Nordafrika und Tunesien mit der Kapitulation der dortigen deutschen und italienischen Truppen im Mai 1943.
Die operative Führung der U-Boote wurde im April 1943 in die Seekriegsleitung verlagert, wobei Dönitz die Funktion des Befehlshabers der U-Boote neben seiner neuen Stellung als Oberbefehlshaber beibehielt. Die truppendienstliche Führung wurde dem bisherigen 2. Admiral der Unterseeboote übertragen, der unter der neuen Bezeichnung Kommandierender Admiral der U-Boote dem MGK Nord/Flottenkommando unterstellt war.
Um Kompetenzfragen besser zu regeln, wurden das MGK Nord und das Flottenkommando zusammengelegt. Im Bereich der Flotte wurde der Befehlshaber der Schlachtschiffe ab Juni 1942 als Befehlshaber der Kreuzer und ab April 1943 als Befehlshaber der Kampfgruppe bezeichnet. Im April 1942 entstand als neues Typkommando das Kommando der Schnellboote anstelle des aufgelösten Kommandos der Torpedoboote. Gleichzeitig entstand ein neues Kommando der Minenschiffe. Außerdem entstanden mehrere Marineoberkommandos (MOK), die unter anderem aus den Marinestationen Nord- und Ostsee gebildet wurden. Damit entstand folgende Organisation unter dem Oberkommando der Marine (Stand Ende 1943):
- Marinegruppenkommando Nord, zugleich Flottenkommando
  - Befehlshaber der Kampfgruppe
  - Kommandierender Admiral der U-Boote
  - Führer der Zerstörer
  - Führer der Schnellboote
  - Führer der Minenschiffe
  - Marineoberkommando Norwegen
  - Marineoberkommando Nord, ehemals Marinestation der Nordsee
    - Befehlshaber der Sicherung der Nordsee

  - Marineoberkommando Ost, ehemalige Marinestation der Ostsee
    - Befehlshaber der Sicherung der Ostsee

  - Deutsches Marinekommando Italien
    - Deutscher Seetransportchef Italien
    - Marinekommando Nordafrika, von Oktober 1942 bis Januar 1943 aufgestellt
    - Marinekommando Tunesien, von November 1942 bis Mai 1943 aufgestellt
- Marinegruppenkommando West, zugleich Kommandierender Admiral Frankreich
  - Befehlshaber der Sicherung Westraum
  - Kommandierender Admiral Kanalküste
  - Kommandierender Admiral Atlantikküste
  - Kommandierender Admiral französische Südküste
- Marinegruppenkommando Süd
  - Kommandierender Admiral Ägäis
  - Kommandierender Admiral Schwarzes Meer
  - Kommandierender Admiral Adria

### Veränderungen bis zum Kriegsende
In den letzten etwa anderthalb Jahren bis zum Kriegsende veränderte sich die Lage fortlaufend zu Ungunsten der deutschen Streitkräfte. Die Kriegsmarine reagierte mit einer weiteren Umgliederung, deren Ziel eine Vereinfachung der Kommandostruktur war. In der neuen Organisation sollten die Bereitstellung einsatzfähiger Streitkräfte und der operative Einsatz klar voneinander getrennt werden. Die Marinegruppenkommandos wurden aufgelöst oder in Marineoberkommandos überführt. Diesen oblag die Einsatzführung in ihren jeweiligen Verantwortungsbereichen, während das nach Auflösung des MGK Nord Ende Juli 1944 neu aufgestellte Flottenkommando für die Bereitstellung einsatzbereiter Kräfte verantwortlich war. Ihm unterstanden die Typkommandos. Als neues Typkommando wurde im November 1944 der Befehlshaber der Sicherungsstreitkräfte als truppendienstlicher Vorgesetzter aller Sicherungsstreitkräfte aufgestellt. Die bisherigen Kommandos der Befehlshaber der Sicherung der Nordsee, der Ostsee und im Westraum wurden aufgelöst. Ihre Kräfte wurden truppendienstlich dem Befehlshaber der Sicherungsstreitkräfte und für den Einsatz den zuständigen Bereichsbefehlshabern unterstellt.
Die zuvor dem MGK Nord unterstehenden MOK Nord, Ost und Norwegen wurden direkt dem Oberkommando der Marine unterstellt. Ihre Verantwortungsgebiete gliederten sich jeweils in mehrere Kommandobereiche mit zuständigen Bereichsbefehlshabern. Im Januar 1945 wurde als letztes das MGK Süd aufgelöst. Gleichzeitig wurde aus dem Deutschen Marinekommando Italien das Marineoberkommando Süd gebildet.
Im Oktober 1944 entstand aus dem MGK West das Marineoberkommando West. Der Befehlsbereich französische Südküste entfiel im Spätsommer 1944 wegen der Besetzung Südfrankreichs durch die Alliierten. Der Befehlsbereich Kanalküste wurde im September 1944 nach der Landung der Alliierten in der Normandie aufgegeben, und die eingeschlossenen Stellungen und Festungen in Frankreich wurden direkt dem MOK West unterstellt. Das Kommando des Kommandierenden Admirals Atlantikküste blieb als Festungskommandant La Rochelle bis zum Kriegsende bestehen. Dem MOK West unterstanden neben den Marinekräften die Atlantikbefestigungen und alle in den Festungsgebieten eingeschlossenen Verbände des Heeres und der Luftwaffe.
Die letzte Umgliederung führte zu folgender Organisation unter dem Oberkommando der Marine:
- Flottenkommando
  - Befehlshaber der Kampfgruppe
  - Befehlshaber der Sicherungsstreitkräfte
  - Kommandierender Admiral der Unterseeboote
  - Führer der Zerstörer
  - Führer der Schnellboote
- Marineoberkommando Norwegen
  - Admiral der norwegischen Polarküste
  - Admiral der norwegischen Nordküste
  - Admiral der norwegischen Westküste
- Marineoberkommando Nord
  - Admiral Niederlande
  - Küstenbefehlshaber Deutsche Bucht
- Marineoberkommando Ost
  - Küstenbefehlshaber westliche Ostsee
  - Küstenbefehlshaber mittlere Ostsee
  - Admiral Ostland
- Marineoberkommando West
  - Festungskommandanten
  - eingeschlossene Kräfte des Heeres und der Luftwaffe
- Marineoberkommando Süd
- Admiral der Kleinkampfverbände

## 1945 bis 1947
Nach dem Tod Hitlers wurde Dönitz dessen Nachfolger als deutsches Staatsoberhaupt. Er übergab die Führung der Marine an Generaladmiral Hans-Georg von Friedeburg. Am 8. Mai 1945 trat die bedingungslose Kapitulation der Wehrmacht in Kraft. Da sich die westlichen Alliierten nicht in der Lage sahen, alle deutschen Soldaten in Gefangenschaft zu nehmen und entsprechend dem Kriegsvölkerrecht zu versorgen, wurden die noch bestehenden Wehrmachtteile zwar entwaffnet, jedoch nicht sofort aufgelöst, sondern zunächst in ihnen zugewiesenen Räumen interniert. Die Verwaltungsorganisation der Wehrmacht blieb verantwortlich für die Versorgung der Truppen, deren Status im US-amerikanischen Sektor als Disarmed Enemy Forces, im britischen als Surrendered Enemy Personnel bezeichnet wurde.
Das Oberkommando der Marine blieb unter Aufsicht der britischen Besatzungsmacht bestehen, die nach dem Suizid Friedeburgs mit Generaladmiral Walter Warzecha sogar noch einen Nachfolger als Oberbefehlshaber einsetzte. Am 7. Juni 1945 erhielt Warzecha vom Allied Naval Commander in Chief Expeditionary Force, Admiral Faulkner, den Befehl, das Kommando „beizubehalten für die Verwaltung und Erhaltung der deutschen Marineeinheiten und Marinewerften, welche unter alliierter Kontrolle arbeiten.“ Diese Aufgaben blieben nach der formalen Auflösung des Oberkommandos am 20. Juli 1945 bestehen und wurden in der deutschen Minenräumdienstleitung (D.M./R.L.) fortgesetzt, die die nunmehr als Deutscher Minenräumdienst bezeichneten Kräfte bis Ende 1947 führte. Als Administrator und Chef der D.M./R.L. wurde Konteradmiral Fritz Krauss eingesetzt. Am 31. Dezember 1947 wurde diese letzte Nachfolge-Organisation der Kriegsmarine aufgelöst.